# یوشوا، والیوو
یوشوا (به صربی: Joševa) یک منطقهٔ مسکونی در صربستان است که در ناحیه کولوبارا واقع شده‌است.
 یوشوا  ۲۷۲ نفر جمعیت دارد.